# Zoea (sous-marin, 1937)
Pour les articles homonymes, voir Zoea (sous-marin).
Le Zoea est un sous-marin mouilleur de mines italien de la classe Foca construit à la fin des années 1930 pour la Marine royale italienne. 
En raison de ses grands espaces pour le transport de mines, le Zoea a été très employé dans des missions de transport de marchandises, effectuant 21 missions de ce type.

## Conception et description
Les sous-marins de la classe Foca étaient des versions améliorées du précédent Pietro Micca. Ils déplaçaient 1 326 tonnes en surface et 1 651 tonnes en immersion. Les sous-marins mesuraient 82,85 mètres de long, avaient une largeur de 7,17 mètres et un tirant d'eau de 5,2 mètres. Ils avaient une profondeur de plongée opérationnelle de 90 mètres. Leur équipage comptait 60 officiers et hommes.
Pour la navigation de surface, les sous-marins étaient propulsés par deux moteurs diesel de 1 440 chevaux (1 074 kW), chacun entraînant un arbre d'hélice. En immersion, chaque hélice était entraînée par un moteur électrique de 625 chevaux-vapeur (466 kW). Ils pouvaient atteindre 15,2 nœuds (28,2 km/h) en surface et 7,4 nœuds (13,7 km/h) sous l'eau. En surface, la classe Foca avait une autonomie de 7 800 milles nautiques (14 400 km) à 8 noeuds (15 km/h), en immersion, elle avait une autonomie de 120 milles nautiques (220 km) à 7 noeuds (13 km/h).
Les sous-marins étaient armés de six tubes lance-torpilles internes de 53,3 centimètres (21,0 pouces), quatre à l'avant et deux à l'arrière, pour lesquels ils transportaient huit torpilles. Ils étaient également armés d'un canon de pont de 100 millimètres (4 pouces) calibre L/47 pour le combat en surface. Le canon était initialement monté à l'arrière de la tour de contrôle (kiosque), mais celui-ci a été replacée sur le pont avant plus tard dans la guerre dans les sous-marins survivants et la grande tour de contrôle a été reconstruite en un modèle plus petit. Leur armement anti-aérien consistait en deux paires de mitrailleuses de 13,2 mm. Les Foca transportaient un total de 36 mines. Vingt mines étaient stockées dans une chambre centrale, tandis que les 16 autres étaient conservées dans deux lanceurs arrières par lesquelles les mines étaient éjectées.

## Construction et mise en service
Le Zoea est construit par le chantier naval Cantieri navali Tosi di Taranto (Tosi) de Tarente en Italie, et mis sur cale le 3 février 1936. Il est lancé le 5 décembre 1937 et est achevé et mis en service le 12 février 1938. Il est commissionné le même jour dans la Regia Marina.

## Histoire du service
En temps de paix, il est utilisé dans des missions d'entraînement.
Le 18 juin 1940, il est le premier sous-marin italien à effectuer une mission de transport de marchandises. Sous le commandement du capitaine de corvette G. Bernabòil, il part pour Tobrouk avec 48 tonnes de munitions, et revint à Tarente le 24.
Le 29 juin, il est envoyé dans les eaux à l'ouest d'Alexandrie pour y poser des mines, mais deux d'entre elles ont accidentellement éclaté, obligeant à interrompre la pose. Le Zoea s'est ensuite déplacé au sud de la Crète mais est attaqué et endommagé par un avion, devant retourner à Tarente.
Le 10 octobre, il quitte Tarente pour poser un barrage de mines dans la région de Haïfa, dans une mission similaire, plus ou moins au même moment, dans la même région, où son navire-jumeau (sister ship) Foca a disparu.
En mai 1941, il reçoit la visite à Bardia d'Erwin Rommel, qui le remercie pour le transport de 80 tonnes d'essence destinées à l'Afrika Korps. 
Au cours de l'été 1941, il coule dans le port de Tarente à cause d'une erreur dans l'ouverture de certaines valves et évents. Cependant, il est rapidement récupéré et renfloué.
En juin 1942, alors qu'il revenait de Libye où il avait transporté du carburant et des fournitures de Tarente à Derna en partant le 24 juin, il est attaqué par un bombardier Bristol Blenheim, qu'il repousse et l'endommage.
Début septembre 1943, dans le cadre du "Plan Zeta" pour contrer l'imminent débarquement anglo-américain à Salerne (nom de code allié:Opération Avalanche), il est déployé dans un rôle défensif en mer Ionienne.
Après l'armistice du 8 septembre, il est livré aux Alliés à Augusta et de là, le 16 septembre, il se rend à Malte où il arrive le jour suivant. Il a dû effectuer toute la navigation sous l'eau pour éviter le risque d'être repéré et pris pour un sous-marin ennemi par les unités alliées. Le 13 octobre, il quitte Malte en groupe avec 14 autres sous-marins, dont son navire-jumeau Atropo pour retourner en Italie,.
En 1944, il est mis au chantier naval pour des travaux qui n'ont jamais été achevés en raison de la fin de la guerre.
Après la guerre, il a été désarmé puis envoyé à la démolition.
Le Zoea avait effectué un total de 32 missions de guerre, couvrant un total de 31 192 milles nautiques (57 770 km) en surface et 2 689 milles nautiques (4 980 km) sous l'eau.